# Clear Lake (Wisconsin)
Clear Lake és una població dels Estats Units a l'estat de Wisconsin. Segons el cens del 2000 tenia 1.051 habitants.

## Demografia
Segons el cens del 2000, Clear Lake tenia 1.051 habitants, 453 habitatges, i 261 famílies. La densitat de població era de 153,1 habitants per km².
Dels 453 habitatges en un 27,4% hi vivien nens de menys de 18 anys, en un 46,6% hi vivien parelles casades, en un 8,6% dones solteres, i en un 42,2% no eren unitats familiars. En el 36% dels habitatges hi vivien persones soles el 23,6% de les quals corresponia a persones de 65 anys o més que vivien soles. El nombre mitjà de persones vivint en cada habitatge era de 2,3 i el nombre mitjà de persones que vivien en cada família era de 3,03.
Per edats la població es repartia de la següent manera: un 24,5% tenia menys de 18 anys, un 8,5% entre 18 i 24, un 26,3% entre 25 i 44, un 18,7% de 45 a 60 i un 22,1% 65 anys o més.
L'edat mediana era de 39 anys. Per cada 100 dones de 18 o més anys hi havia 88,2 homes.
La renda mediana per habitatge era de 32.269 $ i la renda mediana per família de 44.219 $. Els homes tenien una renda mediana de 31.313 $ mentre que les dones 22.917 $. La renda per capita de la població era de 16.564 $. Aproximadament el 4,1% de les famílies i el 7,5% de la població estaven per davall del llindar de pobresa.

## Poblacions més properes
El següent diagrama mostra les poblacions més properes.